# Międzynarodowa Federacja Wolnych Kościołów Ewangelicznych
Międzynarodowa Federacja Wolnych Kościołów Ewangelicznych (skrót: IFFEC, od ang. International Federation of Free Evangelical Churches) – międzynarodowa organizacja stanowiąca porozumienie 42 protestanckich wolnych Kościołów ewangelikalnych. Siedzibą organizacji jest Berno.
Większość Kościołów zrzeszonych w Federacji stanowią denominacje z Europy, Ameryki Północnej i Ameryki Południowej. Łączna liczba członków Kościołów należących do Federacji sięga ok. 400 tysięcy. Jedną ze społeczności zrzeszonych w Federacji jest działający w Polsce Kościół Ewangelicznych Chrześcijan w RP.

## Podstawowe zasady wiary Kościołów zrzeszonych w IFFEC
- Jezus Chrystus jest Synem Bożym i Zbawicielem.
- Człowiek staje się chrześcijaninem tylko poprzez osobiste zaufanie Jezusowi i poddanie się Jego władzy.
- Biblia jest punktem odniesienia we wszystkich sprawach dotyczących wiary i życia.
- Zbawienie człowieka jest możliwe tylko poprzez wiarę w Jezusa.

## Kościoły członkowskie
| Kraj              | Kościół                                                        | Uwagi |
| ----------------- | -------------------------------------------------------------- | --- |
| Belgia            | Stowarzyszenie Wolnych Zborów Ewangelicznych w Belgii          | |
| Brazylia          | Wolny Kościół Ewangeliczny w Brazylii                          | |
| Bułgaria          | Unia Kongregacjonalnych Zborów Ewangelicznych                  | Kościół należący także do Światowej Wspólnoty Kościołów Reformowanych |
| Czechy            | Kościół Braterski w Republice Czeskiej                         | Kościół należący także do Światowej Wspólnoty Kościołów Reformowanych |
| Dania             | Duński Związek Misyjny                                         | |
| Estonia           | Unia Zborów Wolnych, Ewangelicznych i Baptystycznych w Estonii | Kościół unijny należący także do Europejskiej Federacji Baptystycznej |
| Finlandia         | Wolny Związek Misyjny w Finlandii                              | |
| Francja           | Unia Zborów Kościołów Ewangelicznych we Francji                | Członek Francuskiej Federacji Protestanckiej |
| Grecja            | Wolne Zbory Ewangeliczne Grecji                                | |
| Hiszpania         | Federacja Wolnych Zborów Ewangelicznych Hiszpanii              | |
| Holandia          | Związek Wolnych Zborów Ewangelicznych w Holandii               | |
| Indie             | Kościół Ewangeliczny w Maralandzie                             | |
| Indie             | Wolny Kościół Ewangeliczny w Indiach                           | |
| Indie             | Hindustański Kościół Przymierza                                | |
| Kanada            | Wolny Kościół Ewangeliczny w Kanadzie                          | |
| Niemcy            | Związek Wolnych Zborów Ewangelicznych w Niemczech              | |
| Nowa Kaledonia    | Wolny Kościół Ewangeliczny Nowej Kaledonii                     | |
| Norwegia          | Norweski Związek Misyjny                                       | |
| Polska            | Kościół Ewangelicznych Chrześcijan w RP                        | |
| Słowacja          | Kościół Braterski w Republice Słowackiej                       | |
| Szwecja           | Szwedzkie Przymierze Misyjne                                   | |
| Szwecja           | Kościół Ekumeniczny w Szwecji                                  | Kościół unijny należący także do Europejskiej Federacji Baptystycznej, Światowego Związku Baptystycznego, Światowej Rady Metodystycznej i Światowej Wspólnoty Kościołów Reformowanych |
| Szwajcaria        | Wolne Zbory Ewangeliczne w Szwajcarii                          | |
| Szwajcaria        | Federacja Kościołów Ewangelicznych w Romandii                  | |
| Stany Zjednoczone | Ewangeliczny Wolny Kościół Ameryki                             | |
| Stany Zjednoczone | Ewangeliczny Kościół Przymierza w Stanach Zjednoczonych        | |
| Wenezuela         | Stowarzyszenie Wolnych Zborów Ewangelicznych Wenezueli         | |

## Członkowie stowarzyszeni
- Konfederacja Kościołów Przymierza Ewangelicznego w Wenezueli
- Wolny Kościół Ewangeliczny Libanu

## Zobacz
- Ewangelikalizm
- Kościoły ewangelikalne